# Duomo di Fiesole

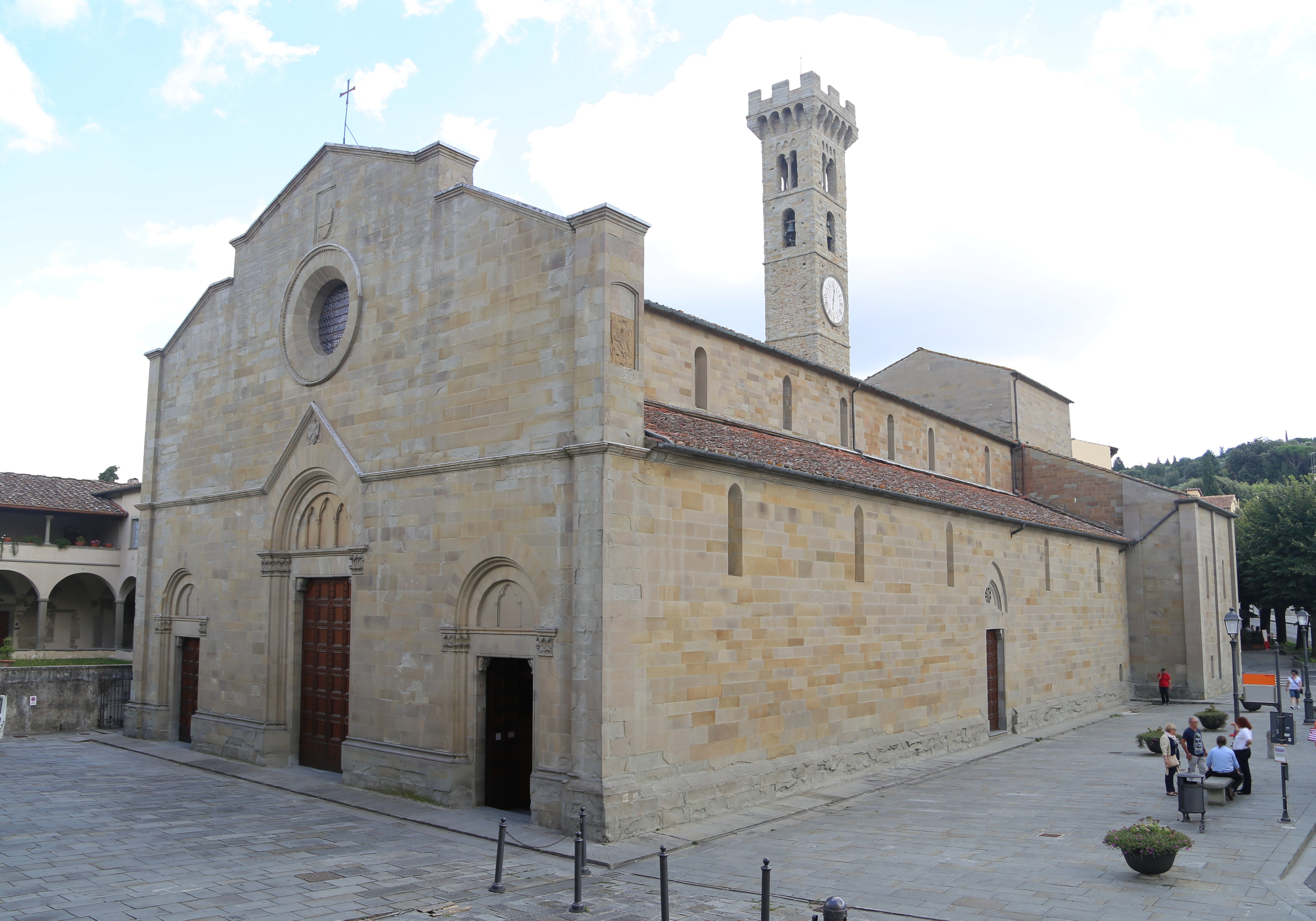
La facciata

La cattedrale di San Romolo è il duomo di Fiesole, sede vescovile della diocesi omonima.

## Storia
L'origine dell'edificio risale al 1028, quando il vescovo Jacopo il Bavaro decise di trasferire la cattedrale, che era fino ad allora presso la Badia, entro le mura della città, dedicandola a san Romolo, evangelizzatore di Fiesole.
Fu ampliato nel Duecento, come ricorda un'iscrizione datata 1260 sulla quinta colonna della navata destra, e ancora nel Trecento da Andrea Corsini. Nuove trasformazioni e abbellimenti si ebbero nei secoli successivi, finché nel 1878-1885 con finanziamento statale venne effettuato un radicale restauro, curato dal Genio Civile di Firenze, che comportò la ricostruzione integrale della facciata. Il campanile risale al 1213, ma fu rifatto nel Settecento e nel 1739 venne dotato di coronamento con merlatura sporgente.

## Descrizione

### Esterno

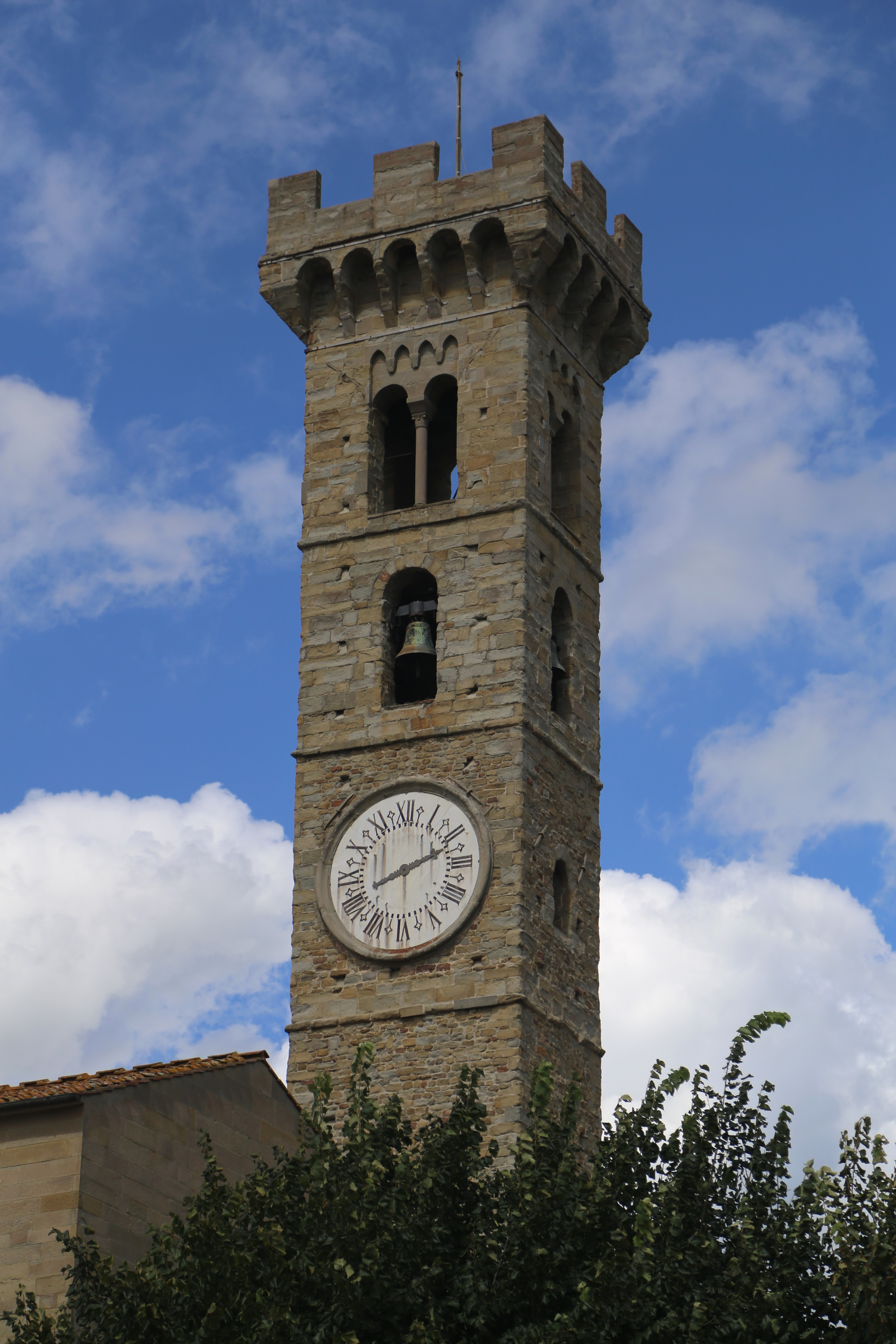
Il campanile

L'esterno della Cattedrale di San Romolo si presenta in stile romanico, e mostra sulla piazza principale della cittadina, Piazza Mino, il fianco dell'edificio, con un paramento murario in blocchi di pietra, parzialmente restaurato, sul quale si apre un piccolo portale, mentre in alto si aprono due ordini di monofore. La facciata anch'essa parzialmente ripristinata, si apre su una piazzetta a lato, è a salienti e in essa si aprono, in basso, i tre portali principali. Ciascuno di essi è chiuso con battenti lignei scolpiti con riquadri ed è sormontato da una lunetta a tutto sesto; la lunetta del portale centrale è decorata da un bassorilievo raffigurante tre archi a tutto sesto sorretti da colonnine con i capitelli scolpiti. A metà della facciata, in corrispondenza del portale centrale, un cornicione forma una piccola ghimberga. Al di sopra di essa, vi è il rosone circolare strombato. L'unica abside presenta una copertura semiconica.
Dietro la chiesa ma spostato sulla sinistra, si eleva l'alta torre campanaria romanica, a pianta rettangolare, la cui sommità raggiunge i 42,30 m. La cella si apre sull'esterno con due ordini di finestre, monofore in quello inferiore e bifore in quello superiore; al suo interno vi è un ottimo concerto di cinque campane in Mi3, fuso da Terzo Rafanelli di Pistoia nel 1855: la grossa è custodita all'interno dell'ultimo piano, le quattro minori invece sui finestroni del penultimo. Infine, nel piano assieme alla maggiore è presente un sonello di cui purtroppo non si sa nulla. Il campanile, sulla sommità, è coronato da merli guelfi.

### Interno

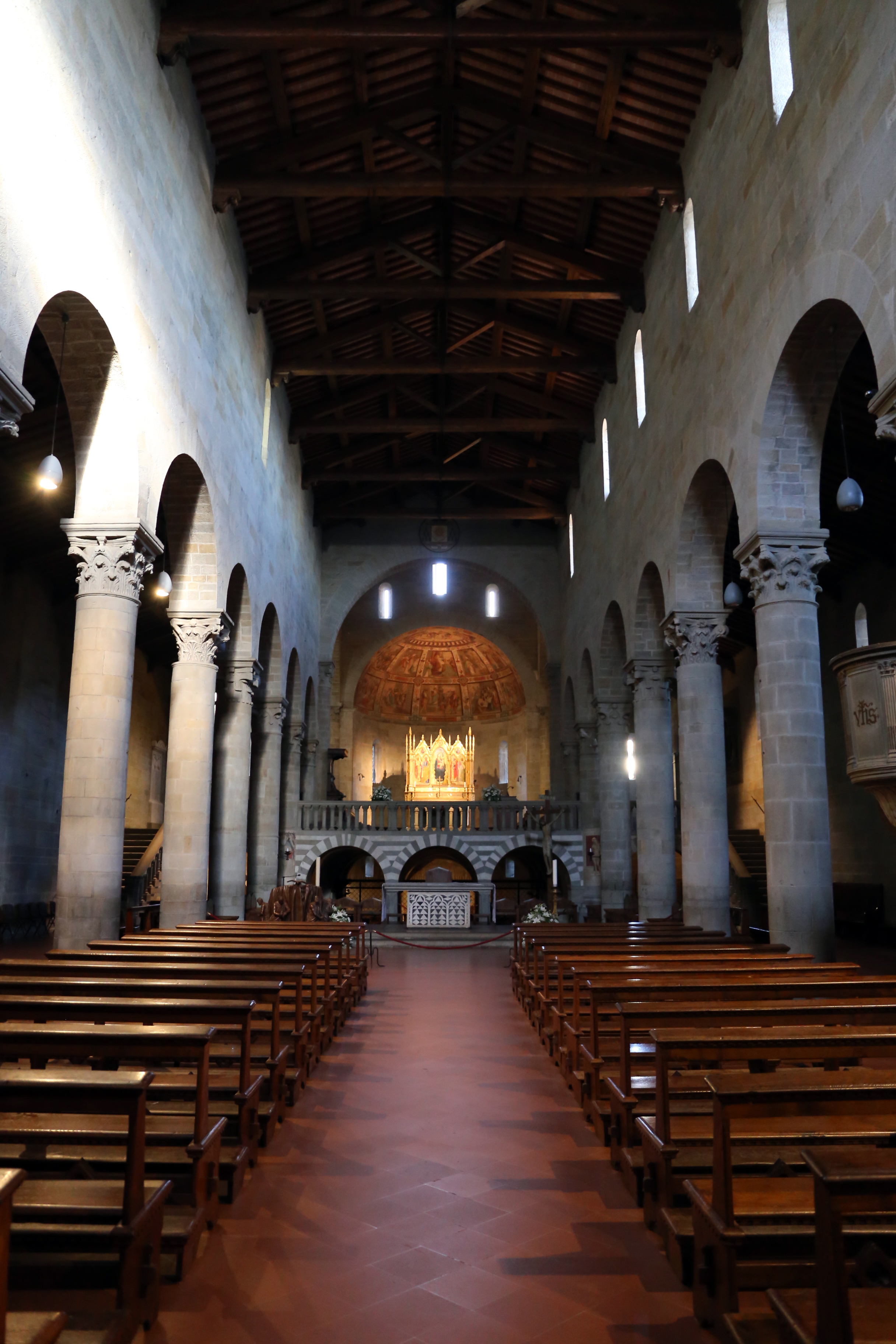
Interno

L'aspetto attuale dell'interno è quello di una basilica romanica con lo schema a tre navate su colonne di pietra con capitelli figurati e fitomorfi, presbiterio rialzato sulla cripta e tetto a capriate, maestosa e severa nella sua semplicità. La navata centrale è adorna soltanto del paliotto dell'altare a commesso marmoreo (1273) e di due affreschi, San Benedetto (1420 circa) e San Sebastiano della scuola di Pietro Perugino (dell'inizio del Cinquecento), mentre alla parete sinistra è collocata la Cattedra lignea di Sant'Andrea Corsini, realizzata nel 1371 da Pietro di Lando.

#### Il presbiterio
Il presbiterio è ornato dagli affreschi con Storie di San Romolo dipinti nel catino absidale negli ultimi anni del Cinquecento dal fiesolano Nicodemo Ferrucci su commissione dei conti Cattani da Diacceto. All'altar maggiore si trova il trittico tardogotico di Bicci di Lorenzo commissionato nel 1450, con la Madonna con Bambino in trono tra due Angeli, Sant'Alessandro e san Pietro, San Donato e San Romolo, un Evangelista e San Giovanni Battista, fiancheggiato agli altari laterali da trittici in stile neogotico dipinti nel 1886.
Sul lato destro del presbiterio si aprono due cappelle.

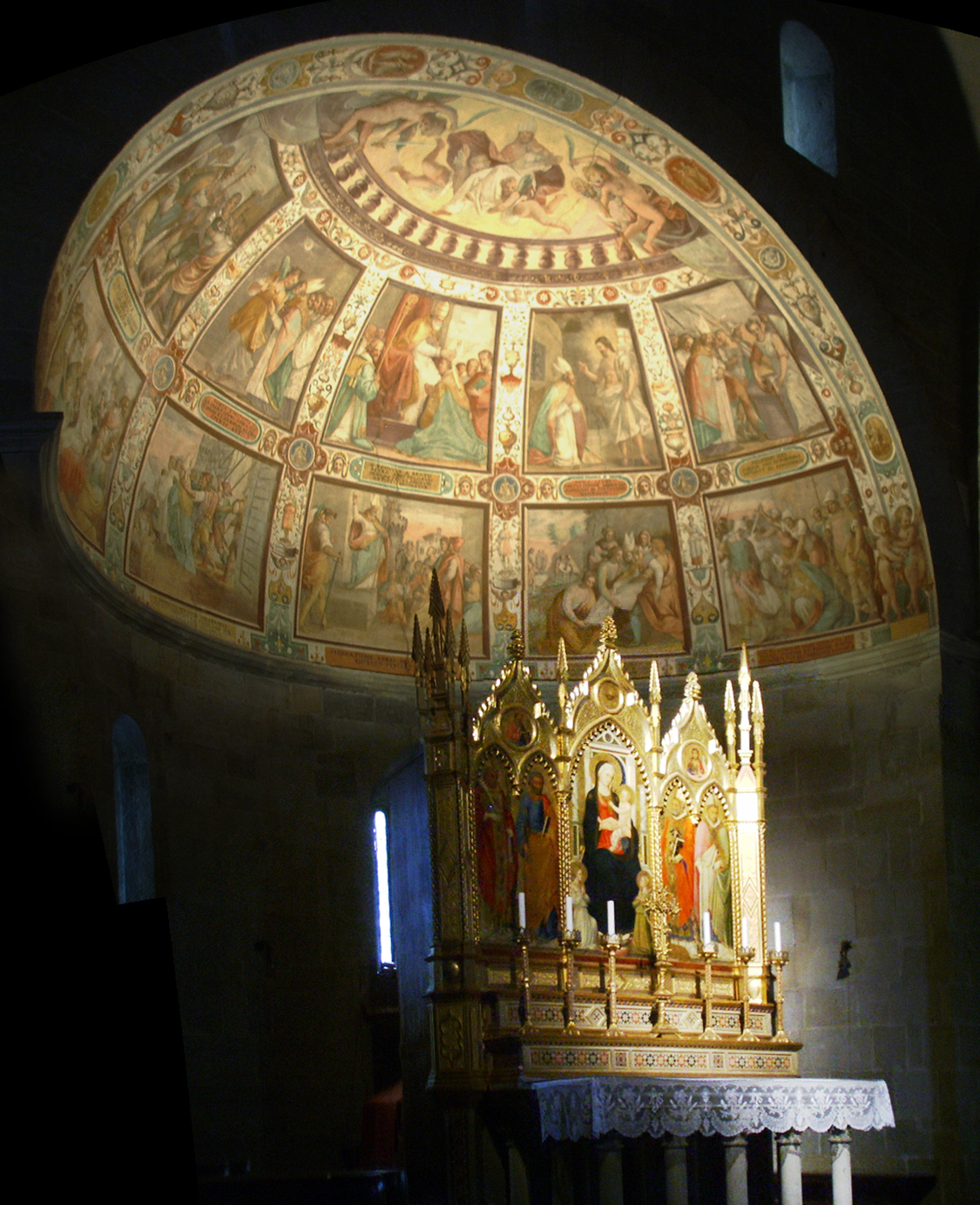
Altare maggiore e abside

##### Cappella Salutati
La cappella sepolcrale del vescovo Leonardo Salutati è il gioiello rinascimentale del Duomo e ospita il Monumento funebre del vescovo eseguito nel 1466 da Mino da Fiesole in forma di sarcofago in marmo finemente scolpito e lumeggiato d'oro, che reca al di sotto, sopra una mensola, un busto-ritratto particolarmente realistico. Alla parete di fronte è situato un dossale marmoreo con la Madonna in adorazione del Bambino tra San Leonardo e San Remigio, coronato da una bellissima testa del Salvatore, anch'essa opera di Mino e come l'altra firmata "opus Mini". In armonia con questi rilievi e a completamento della decorazione della cappella fu eseguita quasi contemporaneamente, entro il 1466, da Cosimo Rosselli la decorazione pittorica ad affresco condotta sulle pareti e sul soffitto con le raffigurazioni degli Evangelisti nella volta e dei Santi Leonardo e Giovanni Battista nella parete di fondo.
La cappella del Santissimo Sacramento ha una decorazione tipicamente ottocentesca e accoglie le copie delle due facce di un dipinto di scuola del Ghirlandaio con le Storie di San Romolo e San Romolo fra i suoi compagni, conservato nella cripta.

##### Cappella dei Canonici
Dirigendosi sull'altro lato si lascia a sinistra il monumento al Vescovo Corsani, promotore del restauro ottocentesco del Duomo, e si giunge davanti alla cappella dei Canonici, antica sagrestia trecentesca affrescata alla fine del secolo o all'inizio del successivo, che accoglie il dossale marmoreo di Andrea Ferrucci eseguito tra il 1492 e il 1494. Limitrofa a questa è la nuova sagrestia, costruita nel Settecento, in cui sono conservati arredi liturgici di notevole importanza come la Mitra del vescovo Salutati e il Busto reliquiario di San Romolo realizzato su commissione di Francesco Cattani da Diacceto nel 1585.
Si può ammirare nella controfacciata la gigantesca statua di San Romolo in cattedra di Giovanni della Robbia (1521).

#### La cripta

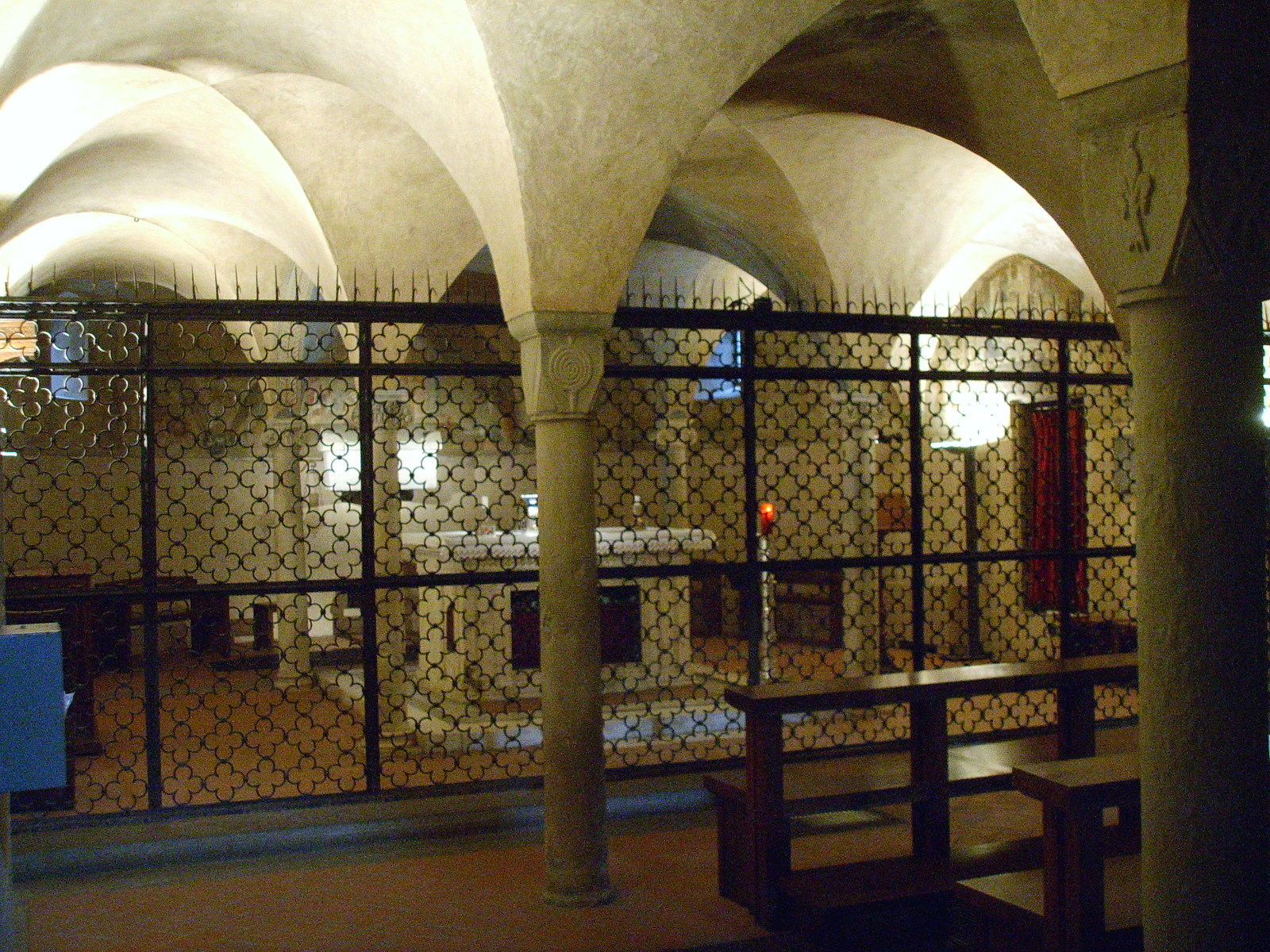
La cripta

Scesa la scalinata, si accede alla cripta, sorretta da esili colonnine con capitelli dell'XI secolo forse riutilizzati dalla prima costruzione, con medaglioni tardogotici e neogotici dipinti sulla volta, lasciando sulla sinistra la tavola originale con le Storie e il martirio di San Romolo di scuola ghirlandaiesca. Nella cappella sepolcrale dei vescovi si trova una tavola duecentesca, opera dell'anonimo pittore convenzionalmente chiamato Maestro del Bigallo, con la Madonna in trono col Bambino, l'icona più antica del Duomo, realizzata probabilmente nel 1215-1220, in concomitanza con il primo ampliamento della chiesa e la costruzione della torre campanaria. Fino al 1790 la tavola, detta la Madonna del Soccorso, si trovava entro un altare sul lato destro della cripta, demolito per far posto al fonte battesimale in granito di Francesco Ferrucci del Tadda.
Una cancellata in ferro battuto, datata 1349 ed eseguita dai senesi Petruccio di Betto e dal figlio Francesco, chiude la parte absidale della cripta, dove sono collocate le reliquie di san Romolo; la cripta fu rinnovata nel 1488 a spese della famiglia Romoli cui si deve la costruzione del nuovo altare marmoreo con la pittura della volta soprastante e la realizzazione delle lunette alle pareti in cui sono dipinte Storie di san Romolo, ormai molto deteriorate per l'umidità, attribuibili ad un pittore della cerchia del Rosselli.

### Organo a canne
All'interno della cattedrale vi è l'organo a canne Mascioni opus 466, costruito nel 1933-34 e ampliato dalla stessa ditta nel 1999-2000, che in tale occasione lo ha portato da 50 a 63 registri. Lo strumento è a trasmissione elettronica e si articola in due corpi: quello principale, sopraelevato, si trova a ridosso della testata del braccio di sinistra del transetto, mentre ve n'è un secondo a pavimento nell'abside. L'organo ha due consolle, entrambe con tre manuali e pedale e situate nell'area del presbiterio alto.

## Galleria d'immagini

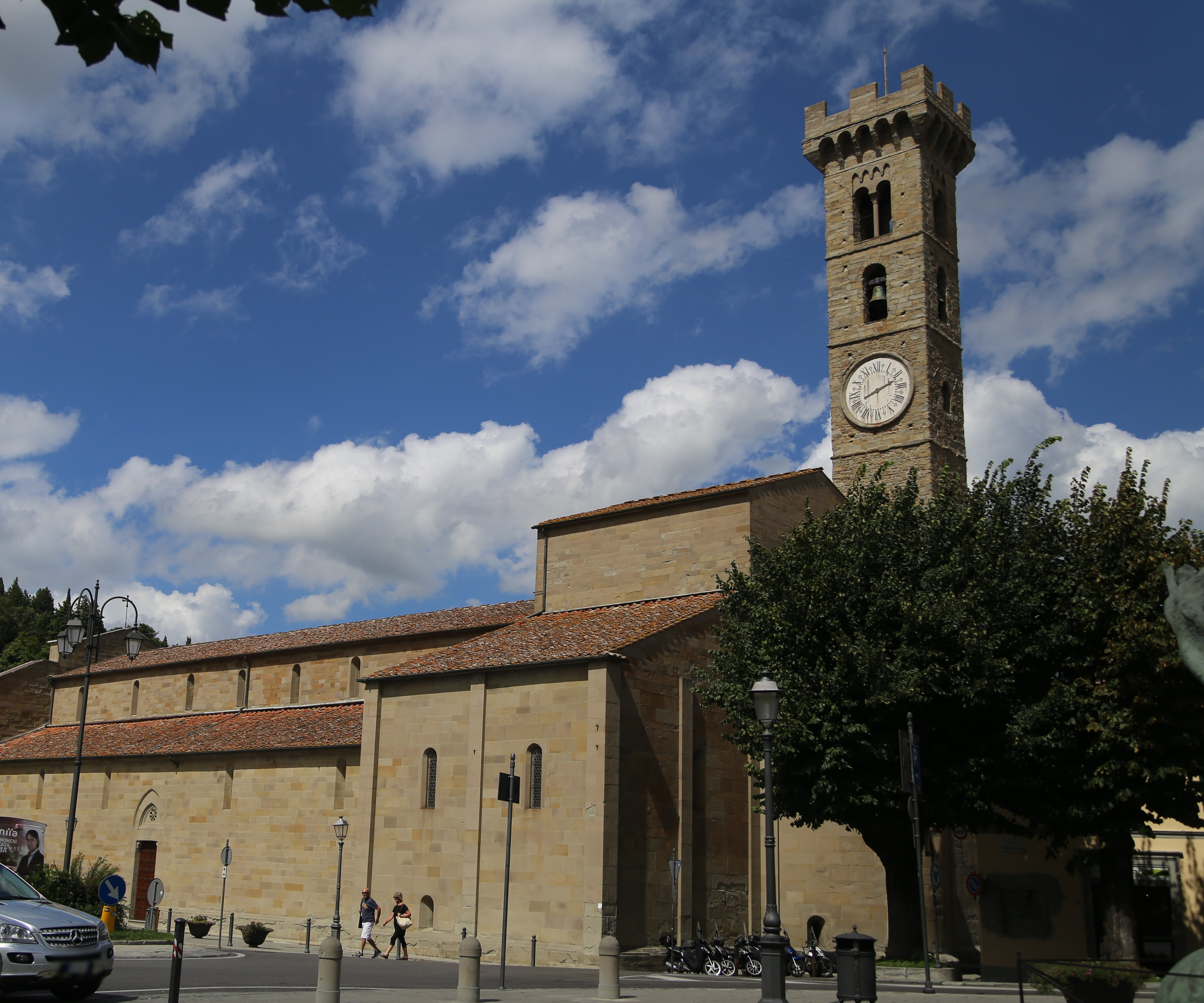
Veduta esterna
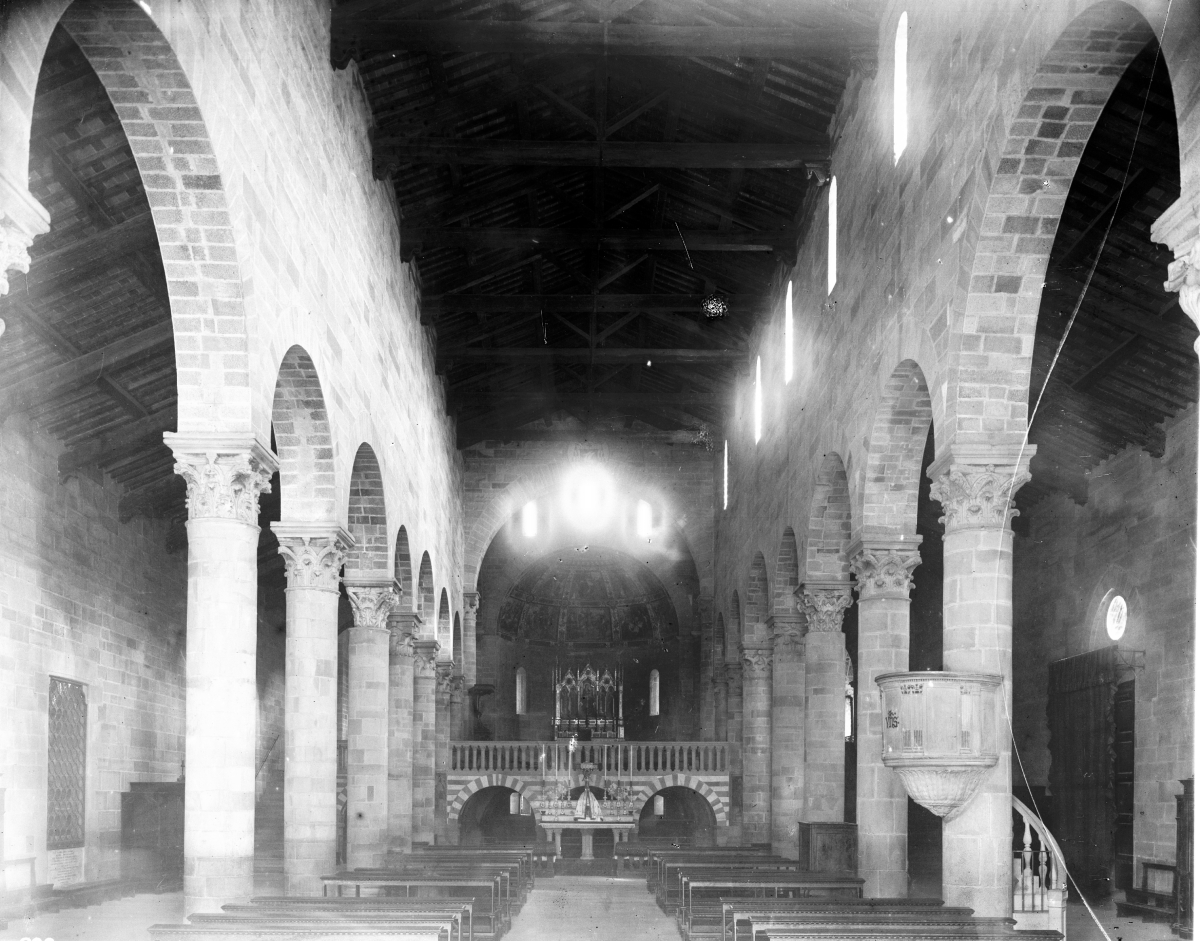
L'interno nel 1895
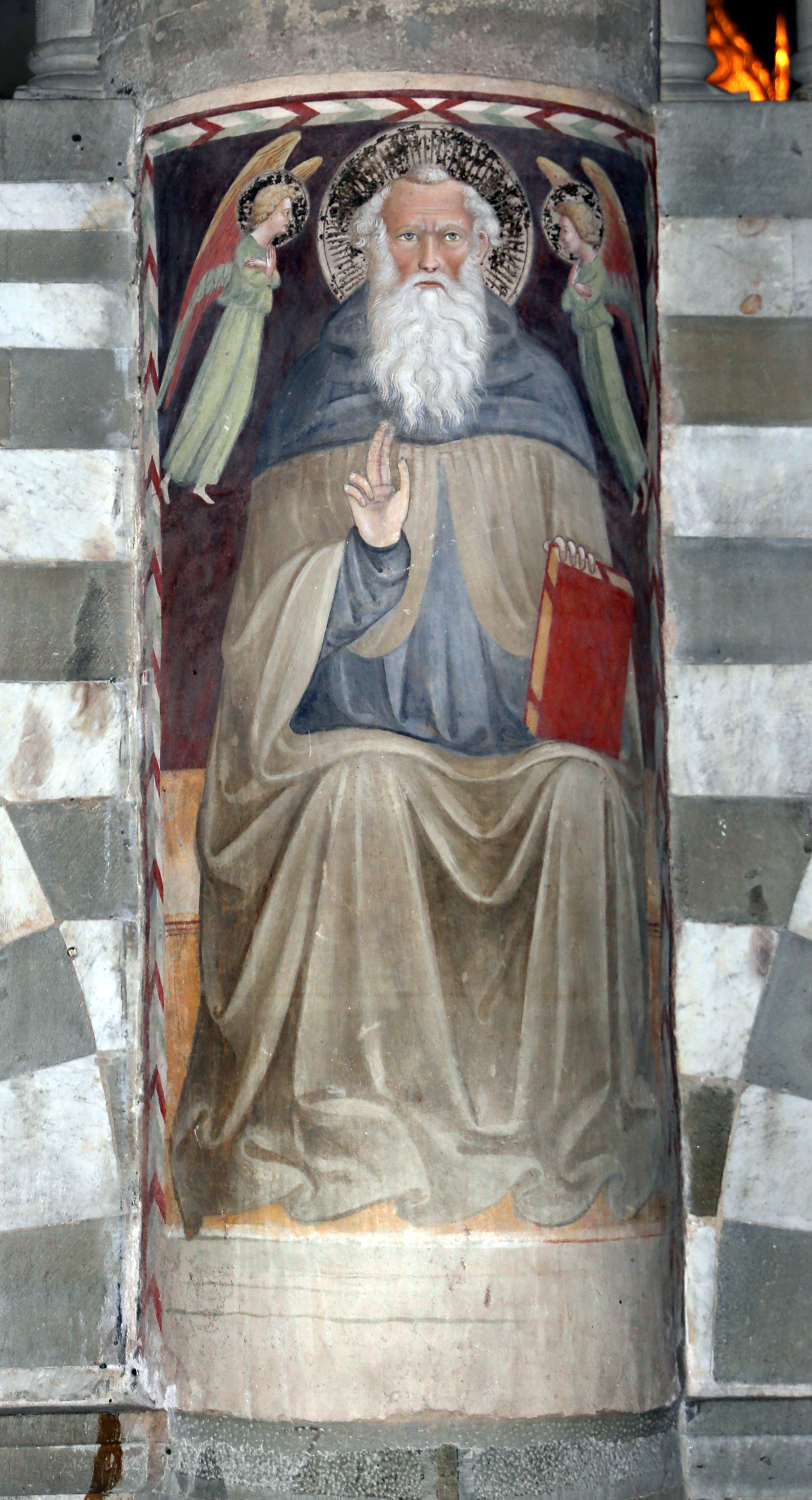
San Benedetto di scuola fiorentina
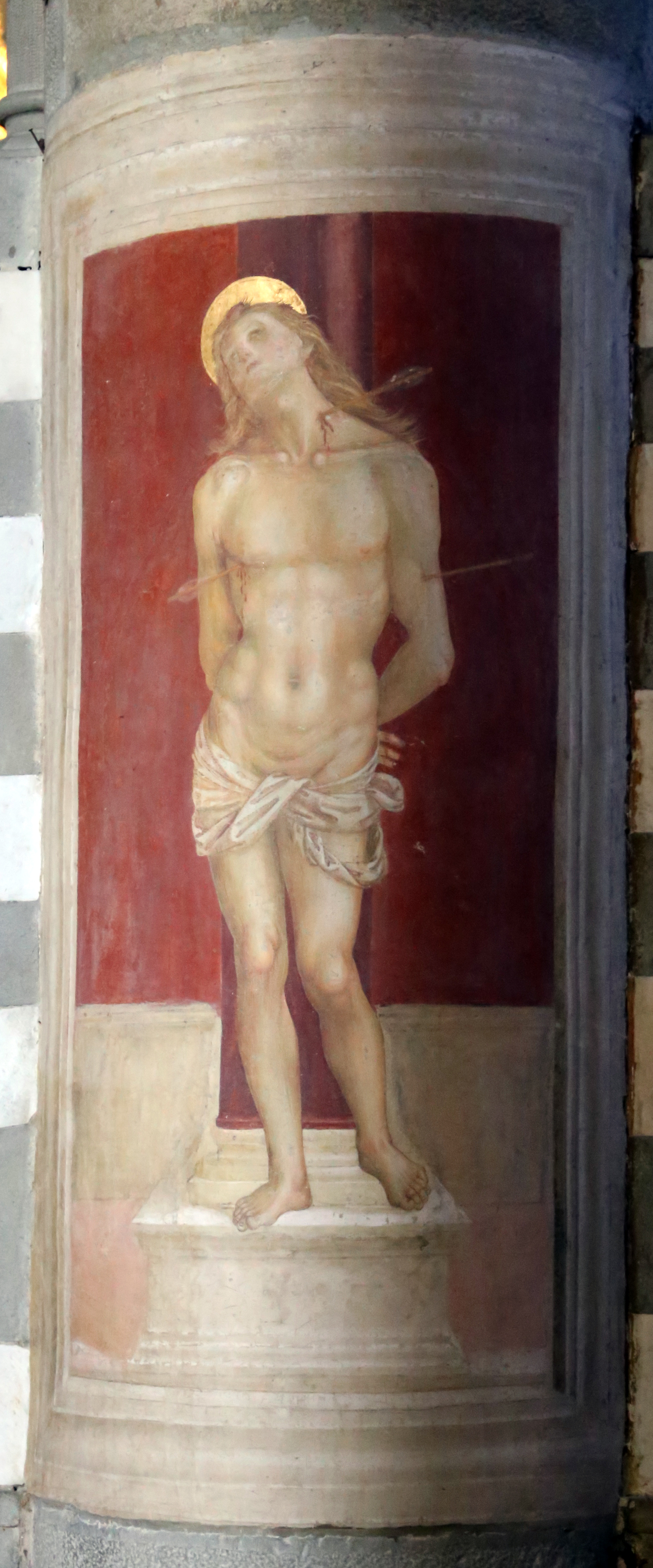
San Sebastiano della scuola del Perugino
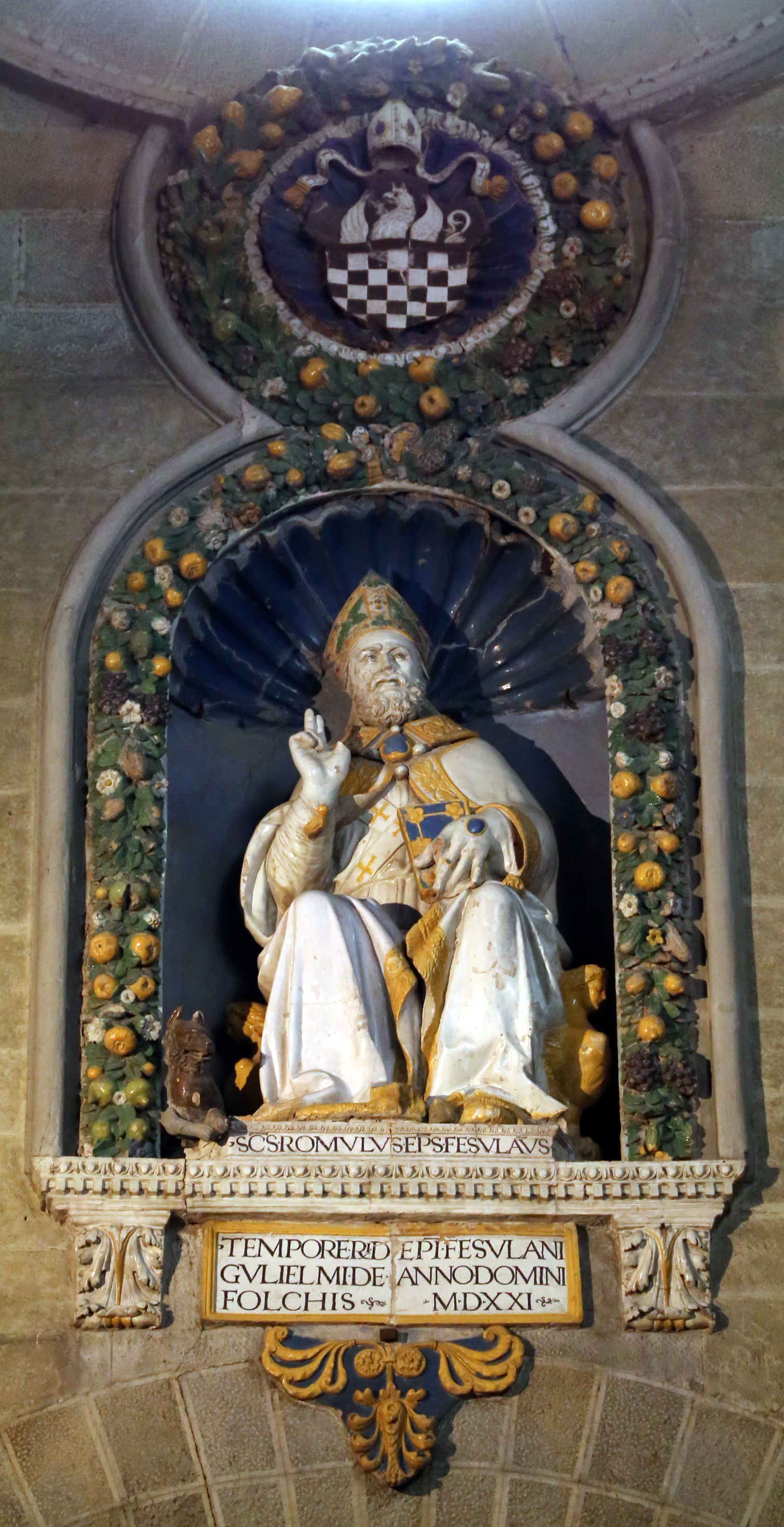
San Romolo di Giovanni della Robbia
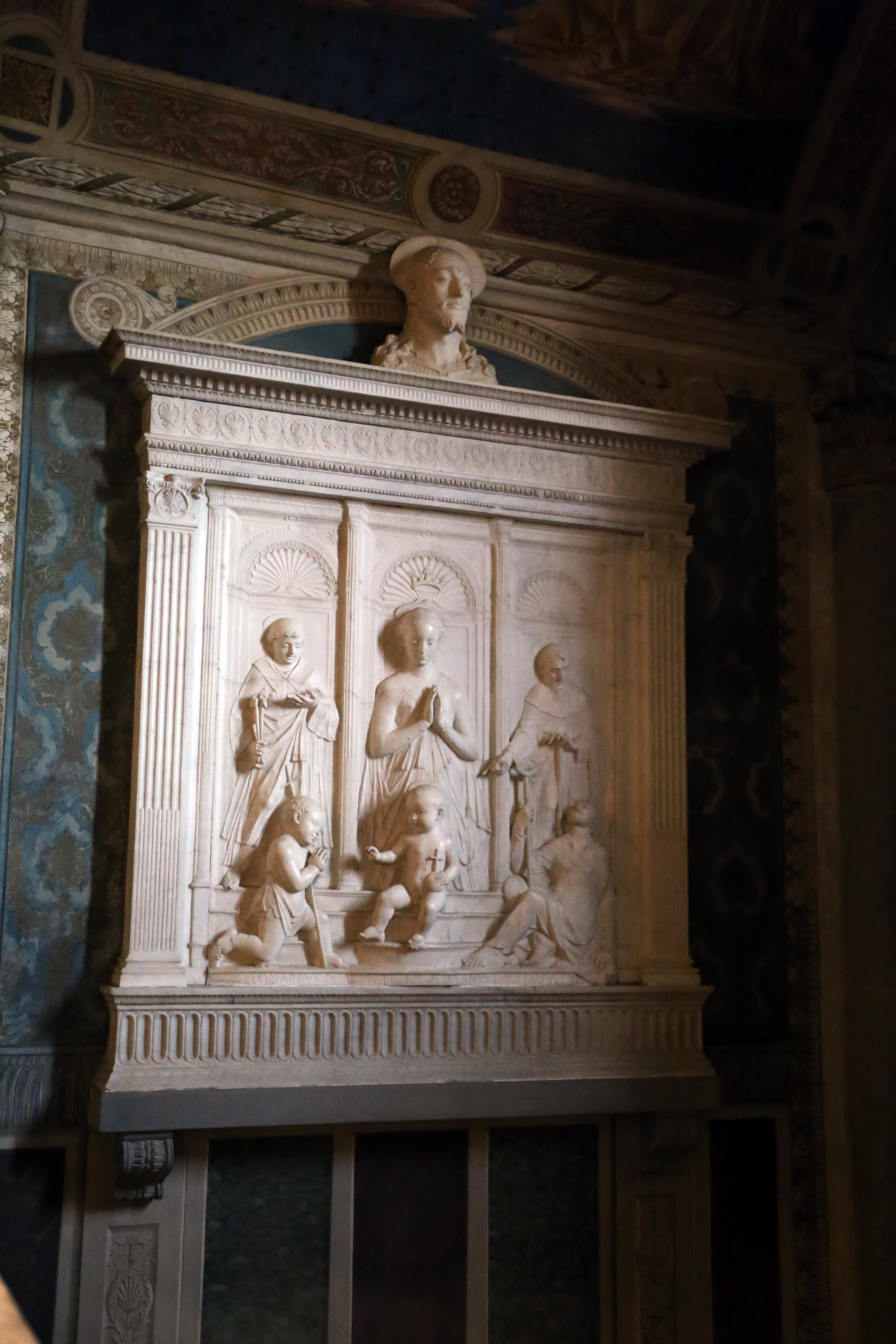
Madonna in adorazione e santi di Mino da Fiesole
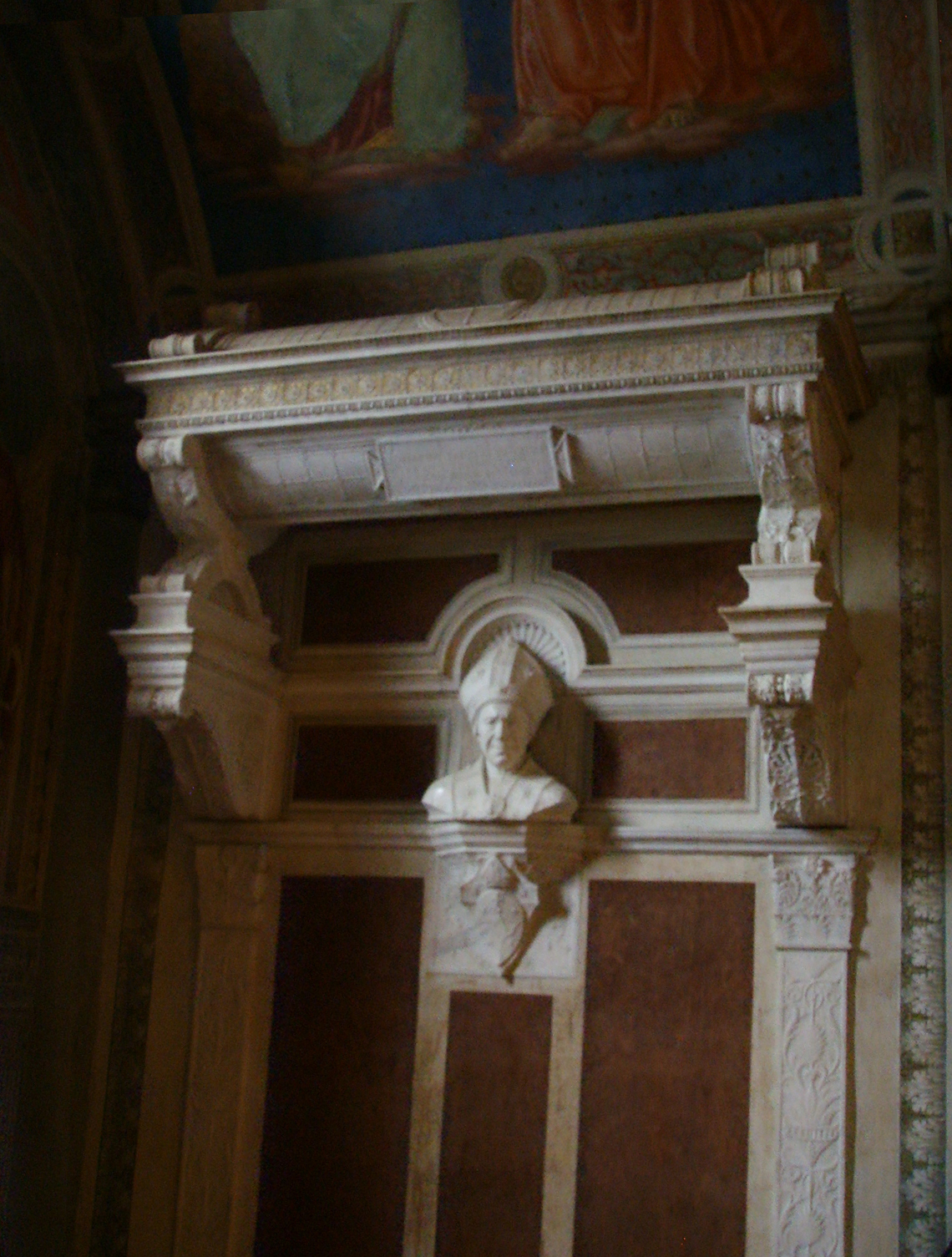
Sepolcro di Leonardo Salutati
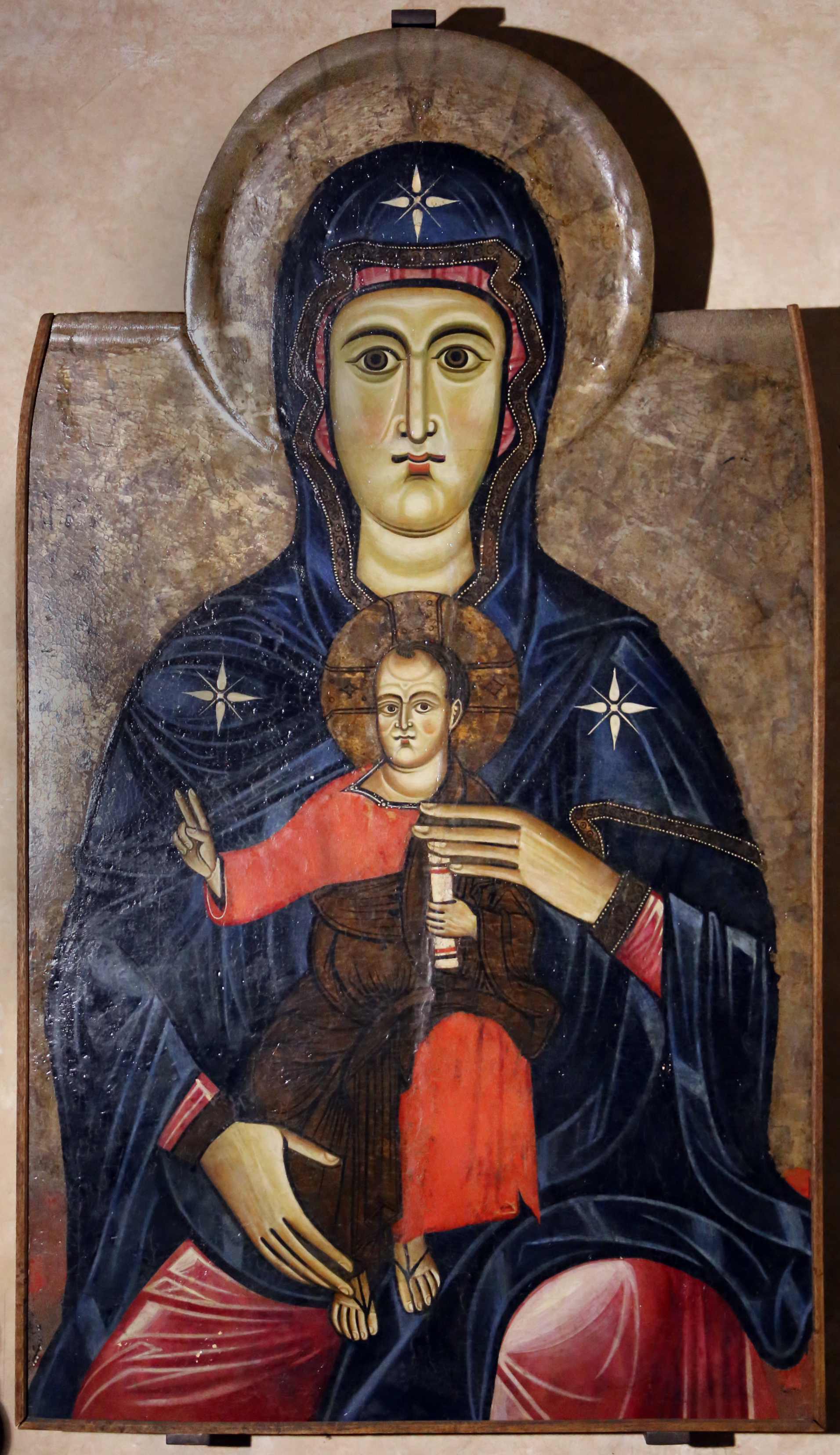
Madonna col Bambino del Maestro del Bigallo